# Janeene Vickers
Janeene Hope Vickers, po mężu McKinney (ur. 3 grudnia 1968 w Torrance w Kalifornii) – amerykańska lekkoatletka, specjalizująca się głównie w biegu na 400 metrów przez płotki. 
W 1986 została mistrzynią świata juniorek w sztafecie 4 × 400 metrów. Druga zawodniczka Finału Grand Prix IAAF (bieg na 400 m przez płotki, Barcelona 1991).
Na Igrzyskach Olimpijskich w Barcelonie w 1992 zdobyła brązowy medal. 29 sierpnia 1991 zajęła trzecie miejsce Mistrzostwach Świata w Tokio. Ustanowiła wówczas swój rekord życiowy (53,47 s).
W 1990 została mistrzynią Stanów Zjednoczonych, trzy razy z rzędu (1989-1991) została mistrzynią NCAA.